# Rubén Felgaer
Rubén Felgaer (ur. 4 kwietnia 1981 w Buenos Aires) – argentyński szachista, arcymistrz od 2002 roku.

## Kariera szachowa
W latach 2000 i 2001 dwukrotnie zwyciężył w mistrzostwach panamerykańskich juniorów. Jest wielokrotnym medalistą indywidualnych mistrzostw Argentyny: pięciokrotnie złotym (2001, 2007, 2008, 2010, 2014), trzykrotnie srebrnym (2000, 2004, 2006) oraz brązowym (2003). W roku 2001 podzielił I m. w turnieju strefowym (eliminacji mistrzostw świata) w Mar del Placie oraz wystąpił w Moskwie na mistrzostwach świata rozegranych systemem pucharowym (w I rundzie przegrał z Loekiem van Wely). W 2002 zwyciężył w Aarhus oraz podzielił I m. (wraz z Aleksandrem Bielawskim oraz Siergiejem Tiwiakowem) w otwartym turnieju w Kopenhadze. W 2003 triumfował w kolejnym turnieju strefowym, rozegranym w Asuncion. W 2004 zajął I m. w Ayamonte oraz po raz drugi wystąpił na mistrzostwach świata, awansując w Trypolisie (po zwycięstwie nad Baadurem Dżobawą) do II rundy, w której wyeliminowany został przez Aleksieja Driejewa. W 2005 w hiszpańskim mieście Sort podzielił I m., w 2006 zwyciężył w La Pobla de Lillet, a w 2007 – w Lienzu i w Rio de Janeiro. W 2008 podzielił I m. w Cannes (z m.in. Christianem Bauerem) oraz w Santiago (z Salvadorem Alonso). W 2010 zwyciężył w Santiago.
Jest podstawowym zawodnikiem reprezentacji Argentyny, w latach 2002–2008 czterokrotnie uczestniczył w szachowych olimpiadach, za każdym razem na I szachownicy.
Najwyższy ranking w dotychczasowej karierze osiągnął 1 października 2005, z wynikiem 2624 punktów zajmował wówczas 86. miejsce na światowej liście FIDE (oraz pierwsze wśród argentyńskich szachistów).